# Neverland Ranch
Neverland Valley Ranch (Nu omdøbt til Sycamore Valley Ranch) er en ejendom, som ligger i Santa Barbara County, Californien. Ejendommen er mest berømt som værende Michael Jacksons hjem fra 1988 til 2005. Ranchen er opkaldt efter den fantasiø, som i historien om Peter Pan er der, hvor man aldrig bliver voksen. Ranchen ligger 8 km. med ikke bebygget område fra byen Los Olivos.

## Michael Jacksons bolig
Michael Jackson købte ejendommen af golfbanedesigneren William Bone i 1988, og det menes, at han gav 30 millioner dollars for den, svarende til over 250 millioner danske kroner på det tidspunkt. Det var Michael Jackson's bolig og private forlystelsespark som bl.a. indeholdt et ur af blomster, et væld af statuer og anden udsmykning, samt en zoologisk have. Forlystelsesparken havde også to jernbaner med tog, som kunne transportere Michael Jackson og hans gæster fra hovedhuset og rundt i parken. Blandt forlystelserne var et pariserhjul, en karrusel, en Zipper, en Wave Swinger, en rutsjebane, radiobiler, gokarts og mange flere.
I perioden mens Michael Jackson boede på ranchen var han meget gæstfri, og han inviterede jævnligt større grupper lokale og ofte alvorligt syge børn til at komme og besøge ranchen. Michael Jackson, der brugte ranchen som en måde at opleve den barndom han pga. sin tidlige karriere aldrig nåede at opleve som barn, nød selv godt af den store forlystelsespark, og han holdt meget af at være sammen med børnene, som kom der. Faktisk udtalte han flere gange, at det bedste han vidste var en vandballonkamp.
34°44′44″N 120°05′18″V / 34.745421111111°N 120.08826388889°V